# Dicloroacetileno
Dicloroacetileno ou dicloroetino, abreviado como DCA, é o composto orgânico clorado de fórmula C2Cl2, possuindo uma ligação tripla, como alcino, estruturando-se na forma ClC≡CCl, e massa molecular relativa 94,93.
É classificado com o número CAS 7572-29-4. Apresenta ponto de fusão de -66 °C a -64.2 °C, sendo explosivo quando aquecido até a ebulição. É espontaneamente combustível. Apresenta densidade relativa de 0,94 , sendo insolúvel em água e solúvel em solventes orgânicos.
Dicloroacetileno não é disponibilizado em quantidades comerciais. Não é conhecido por ter aplicações comerciais. É um subproduto na síntese do cloreto de vinilideno (1,1-dicloroeteno), assim como na pirólise de vários hidrocarbonetos clorados.
DCA é o principal produto formado a partir do tricloroetileno (TCE) em lavadores de dióxido de carbono que contenham materiais alcalinos.
Dicloroacetileno foi testado para carcinogenicidade em camundongos e ratos por inalação, tendo sido observado o aumento na incidência de adenocarcinomas do rim em ratos machos, tendo sido também relatadas a ocorrência de tumores benignos do fígado e do rim e um aumento da incidência de linfomas.